# Aplacophora
Aplacophora (do Grego a = sem; plax = placas; phora = portador) são moluscos vermiformes pequenos, geralmente com milímetros, que vivem em todos os oceanos do mundo, podendo alcançar até 7.000 m de profundidade, mas sua maioria habita entre 200 e 3.000 m. Compostos por cerca de 288 espécies, são organismos escavadores, mas também possuem representantes que rastejam no fundo (lodo) ou em cima de corais. Ainda são animais pouco estudados, principalmente por escassez de registros fósseis e por serem considerados basais.
Eles são uma mistura de características primitivas e específicas, em que se encontra: a redução do pé, perda da rádula em muitos deles e a perda das brânquias em alguns. O sistema nervoso é muito primitivo e não existem evidências de que já possuíram concha, embora pudesse ser encontrado algumas espículas ou escamas calcárias em seu manto. Provavelmente foram uma ramificação inicial dos moluscos primitivos.
A classe Aplacophora era uma antiga classe de moluscos. Na taxonomia do filo Mollusca ocorrem diversas mudanças que vão sendo motivo de discussão entre os estudiosos e pesquisadores. Antigamente esses organismos eram divididos nas classes Monoplacophora, Polyplacophora, Aplacophora, Gastropoda, Bivalvia, Scaphopoda e Cephalopoda. Contudo, sabe-se recentemente que estão divididos em: Solenogastres, Caudofoveata, Polyplacophora, Monoplacophora, Bivalvia, Scaphopoda, Gastropoda e Cephalopoda. Os táxons Solenogastres (Neomeniomorpha) e Caudofoveata (Chaetodermomorpha) eram anteriormente reunidos na classe Aplacophora; contudo, essa classe foi considerada parafilética, por isso estão organizados em classes diferentes. Portanto, em sites e livros recentes, quando quer-se pesquisar sobre os “aplacóforos” deve-se procurar por Classe Solenogastres ou Classe Caudofoveata.

## Reprodução
A maioria desses organismos são hermafroditas, e os gonodutos se estendem para a cavidade do manto ou partindo diretamente da gônada ou, mais comumente, da cavidade pericárdica. Os ovos são encubados e se desenvolvem diretamente ou são desovados e se desenvolvem em larva Trocófora.

## Morfologia
Geralmente possuem menos de 5 mm de comprimento, com uma cabeça pouco desenvolvida, e a concha típica dos moluscos é ausente. O manto é revestido por uma cutícula que contém escamas ou espículas incrustadas, o corpo tem formato vermiforme devido ao enrolamento das margens do manto para dentro ventralmente. Algumas espécies escavadoras possuem um pé reduzido, porém outras têm um sulco meio-ventral sobre o qual rastejam (similar ao pé muscular de outros moluscos). Na extremidade posterior do corpo está localizado o ânus (acredita-se que representa uma cavidade do manto, que nos quetodermos apresenta um par de brânquias bipectinadas).

## Hábitos alimentares
A maioria desses organismos são rastejadores e alimenta-se de cnidários; os escavadores alimentam-se de pequenos organismos e material depositado. E eles podem ou não possuir rádula. Não há conhecimento completo do sistema excretor, mas há a presença de glândulas e ductos pericárdicos.

## Generalidades e reprodução

### Solenogastres (Neomeniomorpha) e Caudofoveata (Chaetodermomorpha)
Os solenogastres podem ter 1mm ou mais de 20cm de comprimento e existem cerca de 250 espécies descritas, sendo uma do Brasil. Reprodução: apresentam uma única gônada dorsal que se abre no pericárdio, e na região posterior possui um ducto (celomoducto) que transporta os gametas para a cavidade palial. São organismos hermafroditas protândricos, ou seja, a gônada produz gametas masculinos quando os animais são jovens e gametas femininos quando mais velhos, onde nascem machos e morrem fêmeas. A fecundação é interna ocorrendo dentro da cavidade palial. Em seguida, a maioria das espécies libera uma larva Trocófora planctônica, e outras podem incubar seus ovos na cavidade palial, embrionando suas larvas.
Os caudofoveata podem possuir milímetros ou até 14cm de comprimento e existem cerca de 150 espécies descritas, sendo 3 encontradas no Brasil.

### Reprodução
São organismos dioicos com gônadas dorsais que se encerram no pericárdio, e os gametas são transportados, por meio de gonodutos, para a cavidade palial, de onde são liberados para ocorrer a fecundação externa.
Os caudofoveados são gonocorísticos e possuem gônadas pareadas, enquanto os solenogastres são hermafroditas e possuem um par de gônadas. Nos dois grupos que reúnem os aplacóforos, as gônadas levam gametas para dentro da câmara pericárdica por meio de ductos gonopericárdicos curtos, de onde passam pelos gametoductos para a cavidade do manto. Nos Solenogastres, a fecundação é interna e os filhotes são incubados em alguns casos, enquanto nos caudofoveados os gametas são dispersos na água do mar que circula, onde ocorre a fecundação externa.